# Cañón Ho-401
El Ho-401 fue un cañón automático japonés para aviones, que tuvo un uso limitado durante la Segunda Guerra Mundial. Era una versión de gran calibre del Ho-203 de 37 mm. El cañón se utilizó en el avión de ataque a tierra Kawasaki Ki-102.